# Heliamphora folliculata

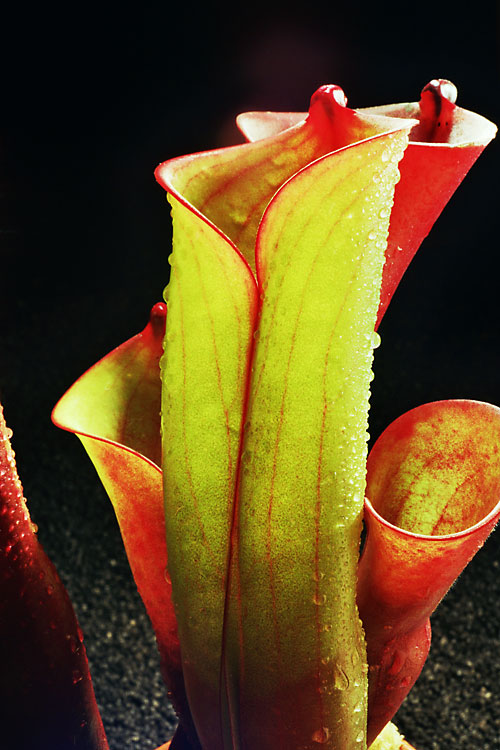
Une Heliamphora folluculata

Heliamphora folliculata est une espèce de plante carnivore appartenant à la famille Sarraceniaceae. C'est une plante vivace et terrestre de 30 centimètres de haut. Ses feuilles sont en forme de cornet cylindrique muni d'un opercule. Ses hampes florales atteignent 35 centimètres de haut.

## Milieu naturel
Son milieu naturel est le sud du Vénézuela, de préférence sur des rochers humides. Elle vit sous des climats tropicaux.

## Parasites et maladies
Ses parasites et maladies sont les pucerons, les cochenilles et le pythium.